# St. Cloud (Florida)
St. Cloud è una città degli Stati Uniti d'America situata in Florida, nella Contea di Osceola.